# Polacca

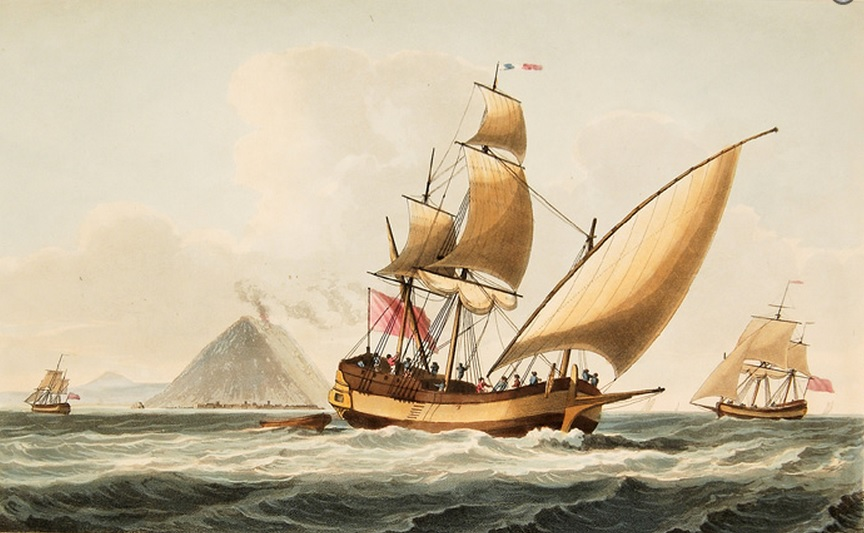
Śródziemnomorska polakra z początku XIX wieku na obrazie Dominicka Serresa

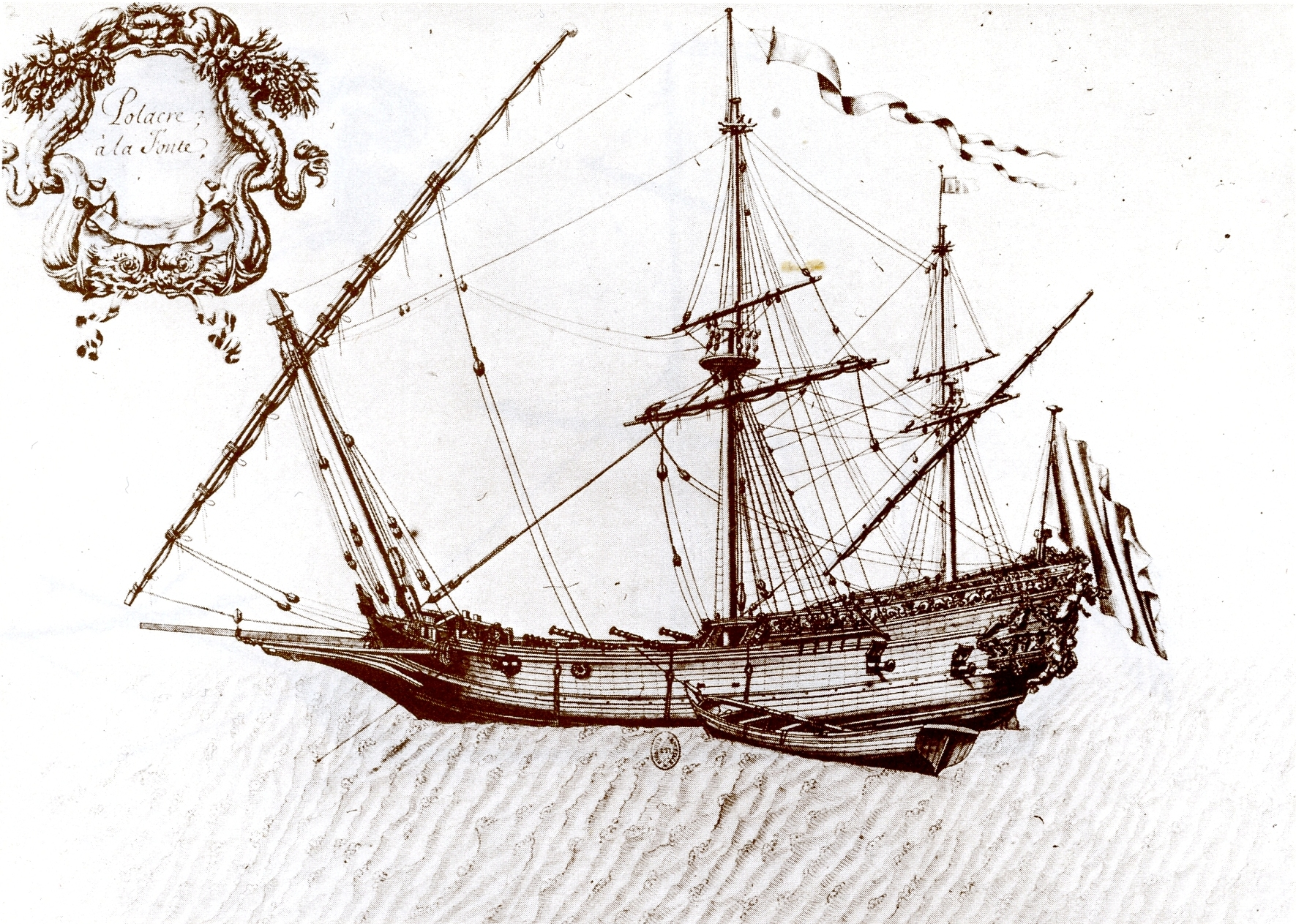
Omasztowanie i olinowanie polakry (rys. z 1679)

Polacca, polakra – typ XVII-XIX-wiecznego trójmasztowego żaglowca z częściowym ożaglowaniem łacińskim, podobnego lecz większego od szebeki.
Był to statek przeważnie trzymasztowy o masztach z jednego drzewca, bez steng) z fokiem na dużej rejce, przez co fokmaszt był pochylony do przodu, niekiedy tak, że przypominał bukszpryt z żaglem na rejce. Grotmaszt miał kwadratowy żagiel (albo był urejony), a żagiel bezanmasztu był gaflowy lub łaciński.
Na niektórych przedstawieniach statki te wyglądem przypominały fregaty, czasem z ożaglowaniem łacińskim bezanmasztu, ich kadłub przypominał galerę z jednodrzewcowymi masztami, co powoduje, że określenie „polacca” odnosiło się bardziej do omasztowania i rodzaju kadłuba niż do takielunku i ożaglowania.
Były to statki o dużym zasięgu z załogą liczącą 20–30 marynarzy. Tonaż ich nie przekraczał 500 ton. Przy lekkich wiatrach osiągały dobrą szybkość i manewrowość, czasem wspomaganą przez wiosłowanie.
W XVII–XVIII wieku polakra była typem częstym na Morzu Śródziemnym, używanym do eskortowania lub jako statki handlowe/transportowe. Flota wenecka korzystała z nich do ochrony dróg wodnych do Wenecji przed dalmackimi, greckimi i tureckimi piratami.
Specyficzne statki tego typu były używane przez piratów berberyjskich np. przez Murata Reisa); ich statki miały żagiel łaciński na fokmaszcie i ożaglowanie skośne na masztach tylnych. Polakry wyposażane w działa były również wykorzystywane do działań wojennych, np. podczas kampanii na Półwyspie Iberyjskim w okresie wojen napoleońskich.
Choć etymologia nazwy nie jest znana, nie ma ona związku z Polską, a pochodzi raczej od gr. „bardzo skierowany” (chodzi o nachylony do przodu przedni maszt).